# Пуйтенга
Пуйтенга (фр. Pouytenga) - місто і міська комуна в Буркіна-Фасо, в Східно-Центральної області країни, на території провінції Курітенга.

## Географія
Розташоване на сході центральної частини країни, за 154 км від Уагадугу, на висоті 297 м над рівнем моря . Місто знаходиться в місці перетину національних шосе № 4 та № 16.

## Населення
За даними на 2013 рік чисельність населення міста становила 87 826 осіб .
 Динаміка чисельності населення міста по роках: 
| 1996  | 2005  | 2006  | 2013  |
| ----- | ----- | ----- | ----- |
| 31300 | 45060 | 63475 | 87826 |